# Louis Picamoles

a Compétitions nationales et continentales officielles uniquement.

b Matchs officiels uniquement.
Dernière mise à jour le 19 juin 2022.
Louis Picamoles, né le 5 février 1986 à Paris, est un joueur de rugby à XV international français évoluant au poste de troisième ligne centre. Il fait ses débuts en club avec le Montpellier HR puis continue dans l'équipe du Stade toulousain à partir de 2009. En 2016-2017, il quitte la France pour disputer le championnat d'Angleterre avec les Northampton Saints avant de retourner dans son club formateur, le Montpellier HR, en 2017. Il termine sa carrière en 2022 dans le club de l'Union Bordeaux Bègles.
Joueur puissant, Louis Picamoles s'impose au poste de troisième ligne centre en équipe de France (devenant ainsi le 1000e joueur à y être appelé) à partir de 2012 sous l'ère de Philippe Saint-André.
Avec le Stade toulousain, il remporte la Coupe d'Europe en 2010 ainsi que deux fois le championnat de France en 2011 et 2012.

## Carrière

### En club

#### Débuts à Montpellier
Il fait ses débuts à l'école de rugby du Chesnay. « Dégoûté » par un des éducateurs, il stoppe sa pratique rugbystique. À l'âge de 13 ans, il intègre celle de Montpellier après un déménagement familial.
Il commence sa carrière professionnelle au Montpellier Hérault rugby où il est lancé dans le championnat de première division par l'entraîneur Didier Nourault avec ces coéquipiers également formés à Montpellier Fulgence Ouedraogo, François Trinh-Duc, Julien Tomas, Jacques Boussuge et Joan Caudullo. Il entre en cours de jeu dans deux matchs de la saison 2004-2005, puis trois matchs de la saison 2005-2006. Durant la saison 2006-2007, il s'impose petit à petit au sein de la troisième ligne montpelliéraine. Durant les deux saisons suivantes, il devient même indispensable en jouant 45 matchs. Lors de la saison 2007-2008, Montpellier termine huitième de la phase régulière et échoue de peu à se qualifier pour la coupe d'Europe de rugby à XV. Cette saison est la consécration pour la formation montpelliéraine et quatre joueurs de sa nouvelle vague Louis Picamoles, Fulgence Ouedraogo, François Trinh-Duc et Julien Tomas, sont appelés en sélection nationale par Marc Lièvremont. Les quatre Montpelliérains jouent deux matchs ensemble cette année-là (France-Italie et France-Australie le 22 novembre 2008), ce qui leur vaut d'ailleurs d'être surnommés « Les Quatre Fantastiques » par la presse, surnom qui s'avère difficile à porter pour les joueurs.
Au début de l'année 2009, il est approché par le Stade Toulousain pour rejoindre le club à l'été. Il refuse une première fois l’offre des Rouge et Noir, et donne son accord à ses dirigeants pour prolonger l’aventure au MHRC. Séduit par le discours du nouvel homme fort du club héraultais, Philippe Deffins, qui planchait également sur les arrivées de Sébastien Chabal et Lionel Nallet, Picamoles avait fini par dire oui. Mais aucun document n’avait été paraphé. Alors, après la démission inattendue de Deffins, le joueur s’est posé beaucoup de questions. Le président du Stade toulousain Jean-René Bouscatel reprend alors les contacts et Louis Picamoles signe finalement à Toulouse pour 4 ans en 2009, après avoir passé de nombreuses années à Montpellier, où il formait avec Fulgence Ouedraogo et François Trinh-Duc le « club des trois », qui faisait le bonheur de ses entraîneurs.

#### Confirmation à Toulouse

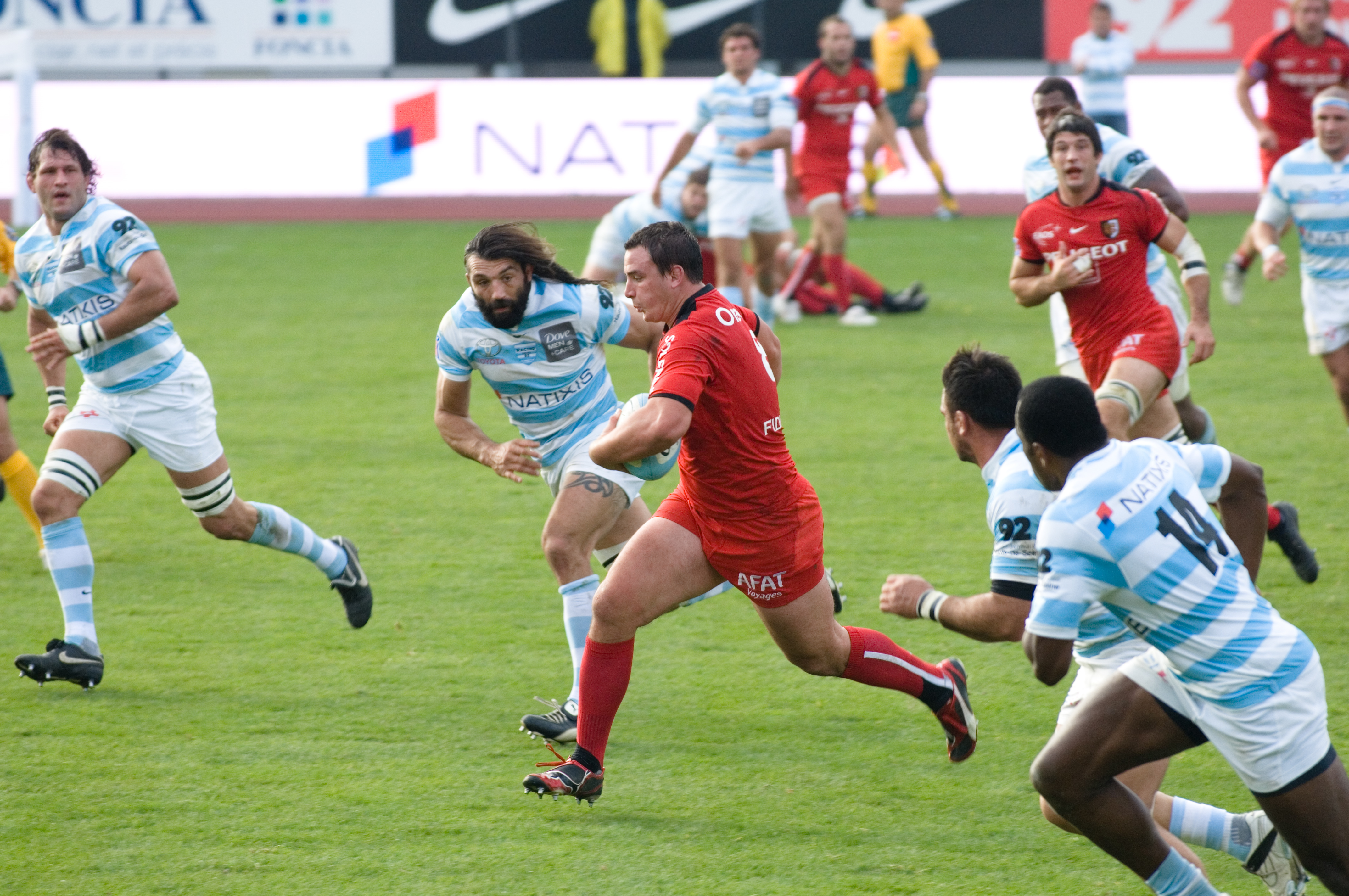
Percée de Louis Picamoles contre le Racing 92 et Sébastien Chabal, en 2013.

Il devient rapidement un élément indispensable à Toulouse ainsi qu'un cadre de l'équipe. Joueur perforateur et puissant, Louis Picamoles met au supplice tous ceux qui tentent de barrer son chemin.
D'un naturel discret, il brille sur le terrain et a logiquement conquis la place de titulaire indiscutable à son poste. Depuis son arrivée au club en 2009, il a glané trois titres et a été l'un des grands artisans de la conquête de chacun d'eux.
En novembre 2010, il est invité avec les Barbarians français pour jouer un match contre les Tonga au Stade des Alpes à Grenoble. Ce match est aussi le jubilé de Jean-Baptiste Elissalde. Les Baa-Baas s'inclinent 27 à 28.

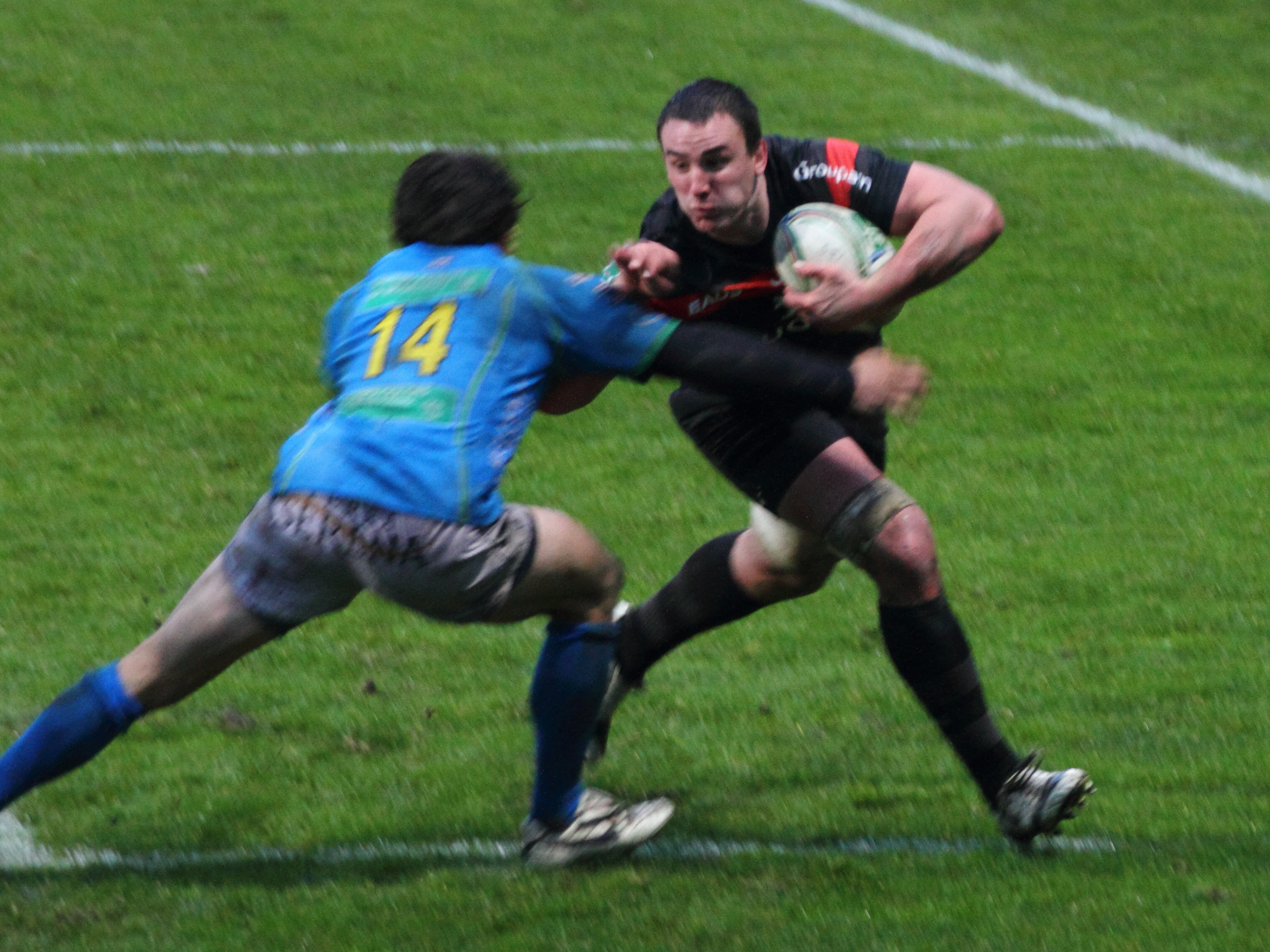
Louis Picamoles raffute Ludovico Nitoglia lors d'un match de coupe d'Europe, en 2013, avec le Stade toulousain, contre les Italiens de Trévise.

Privé de compétition jusqu'en novembre 2014 pour cause de convalescence, le troisième ligne du Stade toulousain fait son retour contre le LOU, rencontre où il inscrit un essai. Il enchaîne par la rencontres les feuilles de match.
Début septembre 2015, son nouvel entraineur, Ugo Mola, le considère comme « le meilleur 8 du monde».
Le 2 novembre 2015, Louis Picamoles annonce son départ du Stade toulousain pour le club anglais de Northampton à l'issue de la saison 2015-2016 pour un contrat d'une durée de 3 ans, et est ovationné par le public toulousain le week-end suivant au moment de sa sortie du terrain, après la bonne performance du numéro 8 toulousain contre le FC Grenoble (victoire 52-12).

#### Expérience en Angleterre
Après la coupe du monde 2015 disputée avec le XV de France, Louis Picamoles annonce qu'il rejoindra, à partir de la saison prochaine, l'équipe des Northampton Saints qui dispute l'Aviva Premiership. Réalisant une excellente saison, il fait partie en mai 2017 de la liste des joueurs nommés pour le titre de meilleur joueur de l'année en Premiership. Seul avant de la liste, Picamoles y est associé à Owen Farrell, Elliot Daly, Jimmy Gopperth et Christian Wade. Le titre est finalement décerné à Jimmy Gopperth mais Picamoles figure tout de même dans l'équipe type de la saison.

#### Retour à Montpellier
Le 31 mai 2017, les Northampton Saints annonce que Louis Picamoles sera de retour au Montpellier Hérault rugby à partir de juillet 2017. Mohed Altrad, propriétaire et président du MHR, a racheté le contrat de Louis Picamoles avec les Saints (Picamoles était encore lié pour deux saisons avec le club du centre de l'Angleterre) et lui fait signer un contrat de trois ans avec son club. Dès son retour, il est nommé capitaine du MHR par le nouveau manager Vern Cotter.
Il participe à la finale du Top 14 au Stade de France en 2018, perdue 29 à 13 face au Castres olympique.
De 2019 à 2024, il est membre du comité directeur de Provale, le syndicat national des joueurs de rugby professionnels.

#### Fin de carrière à Bordeaux Bègles
Louis Picamoles rejoint l'Union Bordeaux Bègles en début d'année 2021. Il y signe un contrat de dix-huit mois. Louis Picamoles annonce en octobre 2021 qu'il prendra sa retraite à l'issue de la saison 2021-2022. Il précise qu’il compte lancer un élevage de chèvres en agriculture biologique.
En juin 2022, il participe à la tournée des Barbarians français aux États-Unis pour affronter la sélection américaine le 1er juillet 2022 à Houston. Les Baa-baas s'inclinent 26 à 21.
Le 30 juillet 2022, il fait son jubilé conjointement à celui de ses deux amis Fulgence Ouedraogo et François Trinh-Duc, au stade Sabathé. Pour l'occasion, chacun des trois joueurs a composé son équipe avec d'anciens partenaires de Montpellier, mais aussi d'autres clubs, ainsi que du XV de France.

#### Après carrière
En juin 2024, il devient vice-président de l'association du Montpellier Hérault Rugby, partie amateure du club, auprès du nouveau président Marc Bantouré. Il intègre le bureau notamment aux côtés de Gaëlle Mignot, co-sélectionneuse du XV de France féminin et ancienne joueuse du MHR.

### En équipe nationale

#### Début avec Marc Lièvremont
Il a honoré sa première cape internationale en équipe de France le 9 février 2008 au stade de France contre l'équipe d'Irlande en rentrant à la place de Flugence Ouedraogo, à la 62e minutes de jeu, à la suite de la prise de fonction du trio d'entraîneurs Lièvremont-Ntamack-Retière. Apprenant la nouvelle lors de son 22e anniversaire[réf. nécessaire]. Il est le 998e international français.
Le 11 mai 2011, au terme d'une saison où il a joué les premiers rôles avec le Stade toulousain, il est sélectionné par Marc Lièvremont dans la liste des 30 pour participer à la Coupe du monde 2011 en Nouvelle-Zélande.
Il est titulaire en matchs de poule face au Canada (46-19), puis face à la Nouvelle-Zélande (17-37). Il entre à la 73e minute lors du quart de finale contre l'Angleterre (19-12).

#### Confirmation avec Philippe Saint-André
Picamoles participe également au Tournoi des Six Nations 2012 : il débute les matchs contre l'Italie et l'Écosse, et est remplaçant de Julien Bonnaire et d'Imanol Harinordoquy contre le Pays de Galles, l'Angleterre et l'Irlande.
Le 11 janvier 2013, Philippe Saint-André le sélectionne parmi les 33 joueurs qui préparent le Tournoi des Six Nations 2013. Durant ce tournoi, il est titulaire au poste de troisième ligne centre contre l'Italie, le Pays de Galles, l'Angleterre et l'Irlande. Il inscrit deux essais durant ce tournoi : un contre l'Italie (23-18) et un contre l'Irlande (13-13). Il est d'ailleurs élu homme du match lors de ce match, grâce à son essai marqué à la 74e minute et son sauvetage dans l'en-but français quelques secondes après,. Certains le considèrent comme le meilleur joueur français depuis le début de cette édition,.
Il joue les 17 premiers matchs de l'ère Saint-André. La série s'arrêtera sur le dernier test estival contre la Nouvelle-Zélande et la tournée de novembre de 2013.

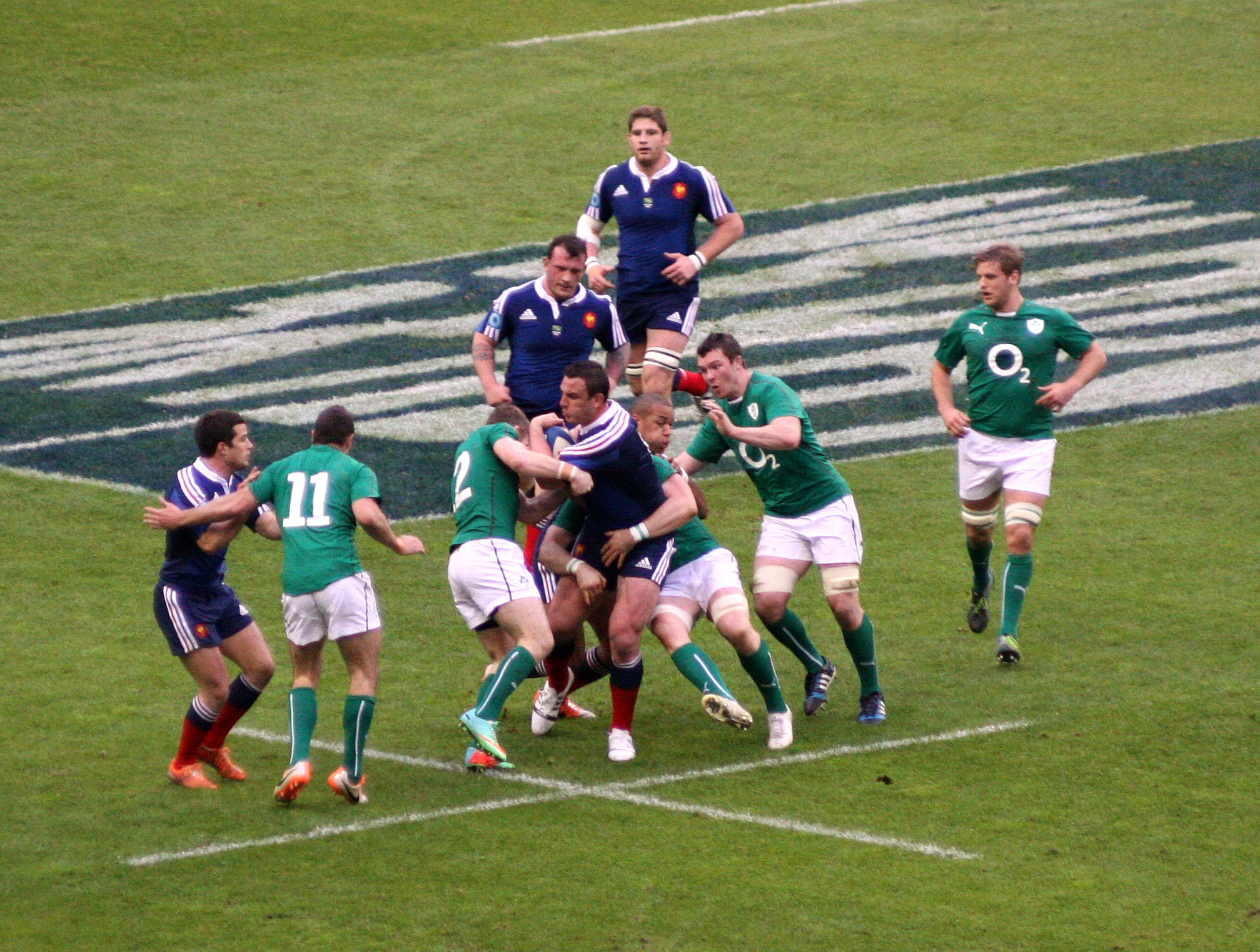
Charge de Louis Picamoles contre l'Irlande, lors du Tournoi des Six Nations 2014.

Il est appelé en équipe de France le 6 janvier 2014 par Philippe Saint-André sur la liste des 30 joueurs visant à préparer le Tournoi des Six Nations 2014. Il est un des huit toulousains présents sur la liste. Titulaire au poste de no 8 face à l'Angleterre puis l'Italie, rencontre où il inscrit un essai, il reçoit un carton jaune pour avoir ironiquement applaudi l'arbitre de la rencontre face au pays de Galles, l'Irlandais Alain Rolland. Exclu du groupe pour le match suivant face aux Écossais, il retrouve sa place lors du match, évoluant au poste de troisième ligne aile, le poste de no 8 étant attribué à Damien Chouly. Retenu pour la tournée de juin en Australie, il est jugé hors de forme pour le premier test face aux Wallabies. Il participe aux deux autres tests en tant que remplaçant.
Il est ensuite absent en équipe de France depuis la tournée en Australie. En effet, il est victime d'une infection pulmonaire qui le prive de terrain jusqu'au mois d'octobre, puis en raison d'une blessure à la cuisse peu avant le Tournoi des Six Nations 2015, ses prestations avec le Stade toulousain lui permettent de figurer dans le groupe préparant la coupe du monde 2015 en Angleterre.
Il est titulaire lors des trois matchs de cette préparation (contre l'Angleterre, deux fois, puis contre l'Écosse), et il figure donc logiquement dans le groupe des 31 joueurs retenus pour la coupe du monde en Angleterre.
Louis Picamoles est d'ailleurs titulaire lors du match d'ouverture de la France contre l'Italie (32-10). Il réalise, une fois de plus, une très bonne performance. Il est titulaire, une fois de plus, quatre jours plus tard contre la Roumanie (38-11). Cependant, il n'est pas titulaire contre le Canada car son entraineur souhaitant le laisser se reposer. Il est titulaire lors de la déroute de l'équipe de France en quart de finale face à la Nouvelle-Zélande, il marquera notamment l'unique essai français mais le XV de France perdra.

#### Avec Guy Novès

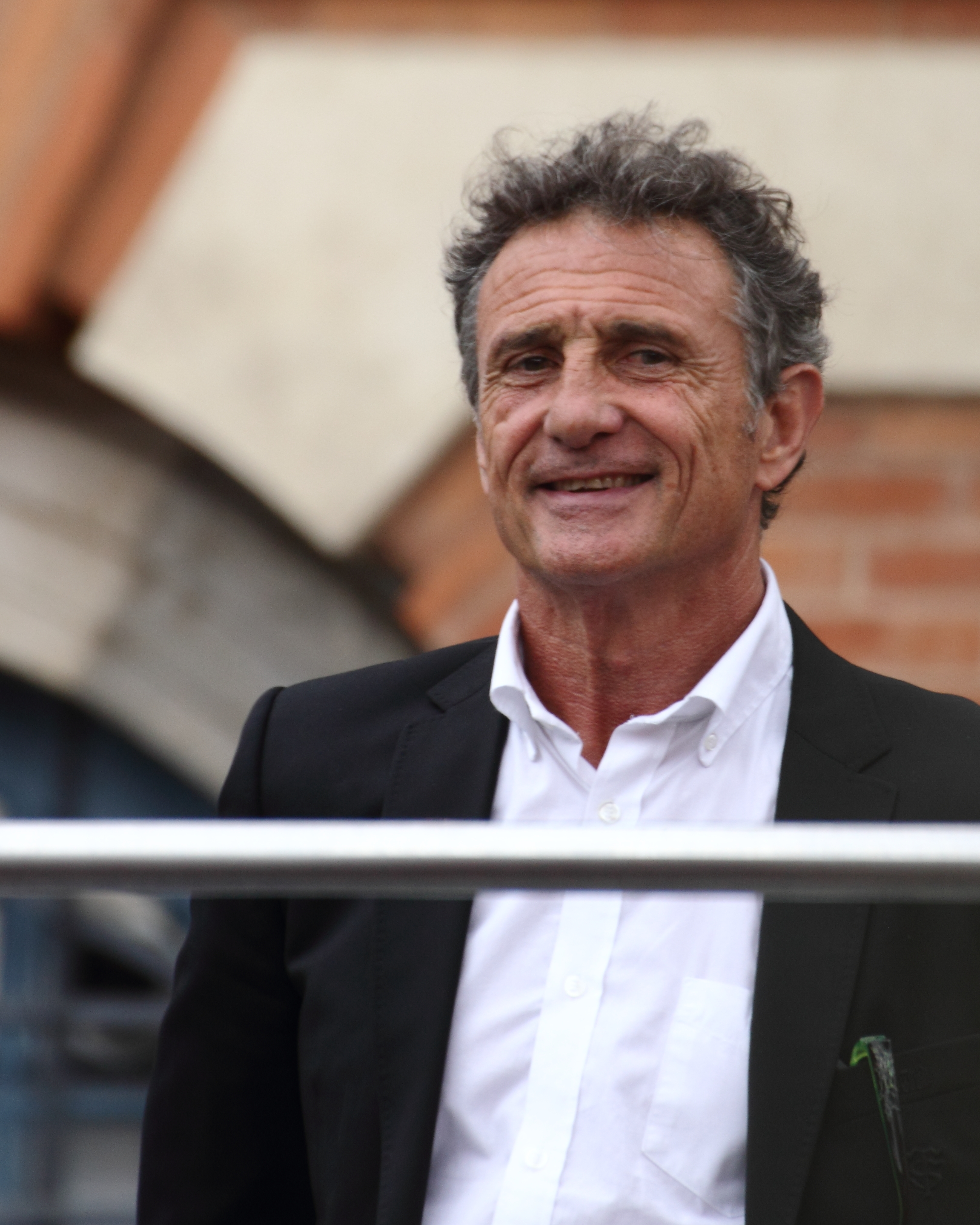
Guy Novès, ici en 2012, fut son entraîneur de 2009 à 2015 au Stade toulousain, avant de le sélectionner régulièrement avec le XV de France à partir de 2016.

Louis Picamoles continue d'être appelé en équipe de France à la suite de la prise de fonction de Guy Novès en tant que sélectionneur. Lors du premier match de ce dernier à la tête du XV de France, face à l'Italie dans le cadre du Tournoi des Six Nations, Louis Picamoles est titularisé au centre de la troisième ligne tricolore, entouré par Damien Chouly et Wenceslas Lauret. Malheureusement, il se blesse au cours de la première mi-temps, et est forfait pour le reste du tournoi.
Éliminé avec son club en barrage de Top 14 face au Racing 92, il est appelé par son sélectionneur pour prendre part aux deux tests matchs du XV de France en Argentine lors de la traditionnelle tournée de juin. Il est remplaçant lors du premier match, mais rentre en jeu prématurément pour pallier Raphaël Lakafia, blessé. La France s'incline sur le score de 30 à 19. Il est néanmoins titulaire au poste de numéro 8 lors du deuxième match, qui voit la France s'imposer 27 à 0.
Il ne figure pas sur la « liste Elite » du XV de France en juillet 2016, ayant signé aux Northampton Saints, en Angleterre, et ne dépendant plus de la Ligue nationale de rugby française.
Il est titulaire et l'un des meilleurs joueurs de son équipe durant le Tournoi des Six Nations 2017, qui voit la France renouer avec le podium. Auteur d'un essai face à l'Italie, il est par la suite nommé pour le titre de meilleur joueur du tournoi des Six Nations, où il terminera troisième derrière Stuart Hogg et CJ Stander.
En juin 2017, l'encadrement du XV de France l'intègre dans la liste Élite des joueurs protégés par la convention FFR/LNR pour la saison 2017-2018.
Il affiche des prestations inhabituellement en dessous de son niveau lors des test matchs de novembre 2017, au sortir desquels Guy Novès est limogé. Il avoue lui-même ne pas s'être « senti très bien ».

#### Avec Jacques Brunel
Jacques Brunel, le successeur de Novès, décide de se passer de ses services pour préparer le Tournoi des Six Nations 2018, attendant qu'il fasse des prestations de meilleures qualités, à la hauteur de son potentiel. Toutefois, le forfait de Kevin Gourdon après le match d'ouverture perdu contre l'Irlande, le pousse à le rappeler dans l'équipe. Il rentre ainsi en jeu contre l'Écosse, dans le second match, également perdu. Après être sorti le soir du match, il est entendu, avec d'autres joueurs, le lendemain par la police locale. Il est ainsi exclu de l'équipe pour la suite de la compétition.
L'année suivante, il est de nouveau rappelé pour participer au Tournoi des Six Nations 2019. Il s'illustrera en marquant un essai face au Pays de Galles dans la compétition. Appelé pour la Coupe du monde 2019 au Japon, il entre comme remplaçant lors du premier match contre l'Argentine puis est titulaire et capitaine pour la première fois contre les États-Unis. Après la défaite de l'équipe de France contre les Gallois en quarts de finale, Louis Picamoles annonce sa retraite internationale, après 82 sélections et 10 essais sous le maillot tricolore.

## Style de jeu

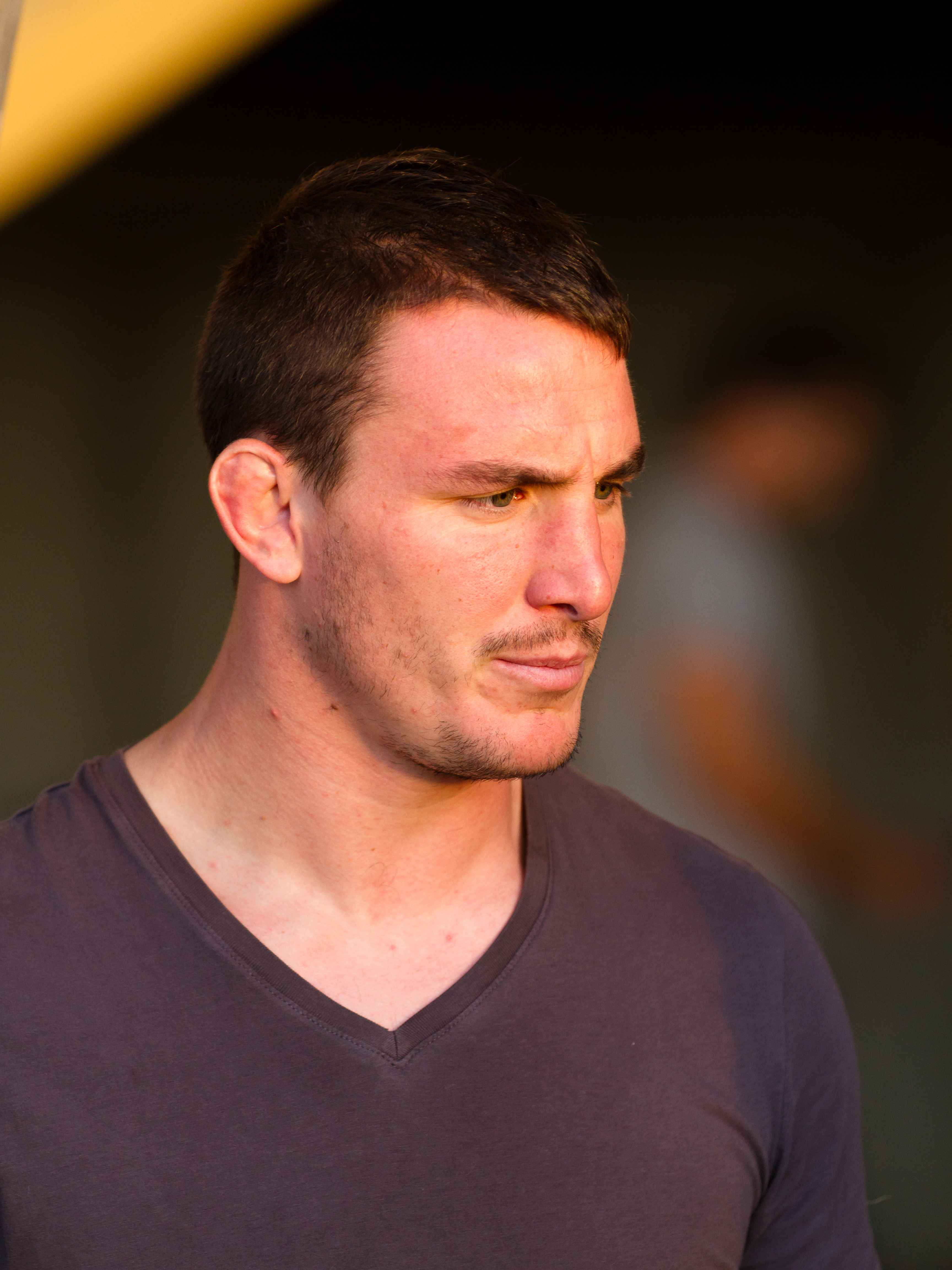
Portrait de Louis Picamoles

Doté d'un physique impressionnant (1,92 m pour 116 kg), Louis Picamoles est très performant dans le combat et en particulier dans le fait d'avancer dans les zones denses en défenseurs (à la différence des 3/4 qui ont plus d'espace pour avancer) : par exemple, au cours du Top 14 2014-2015, Louis Picamoles a parcouru environ 975 mètres ballon en main. Il est également connu pour ses raffuts dévastateurs et très spectaculaires.

## Statistiques

### En équipe nationale
Au 20 octobre 2019, Louis Picamoles compte 82 sélections avec l'équipe de France, dont 62 en tant que titulaire, inscrivant 50 points (dix essais).
Il participe à neuf Tournois des Six Nations, en 2008, 2009, 2012, 2013, 2014, 2016, 2017, 2018 et 2019. Il compte 33 sélections dans le tournoi et inscrit cinq essais.
Il participe à trois éditions de la coupe du monde, en 2011, où il affronte le Canada, la Nouvelle-Zélande et l'Angleterre ; en 2015, où il joue contre l'Italie, la Roumanie, l'Irlande, et contre les All Blacks ; et en 2019, où il affronte l'Argentine, les États-Unis (lors duquel il est capitaine pour la première fois) et le pays de Galles.

#### Liste des essais
| Essai | Adversaire        | Lieu                    | Stade                      | Compétition    | Date             | Résultat |
| ----- | ----------------- | ----------------------- | -------------------------- | -------------- | ---------------- | -------- |
| 1     | Pacific Islanders | Montbéliard, France     | Stade Bonal                | Test match     | 15 novembre 2008 | Victoire |
| 2     | Argentine         | Córdoba, Argentine      | Stade Mario Alberto Kempes | Test match     | 16 juin 2012     | Défaite  |
| 3     | Australie         | Saint-Denis, France     | Stade de France            | Test match     | 10 novembre 2012 | Victoire |
| 4     | Italie            | Rome, Italie            | Stade olympique de Rome    | Six Nations    | 3 février 2013   | Défaite  |
| 5     | Irlande           | Dublin, Irlande         | Aviva Stadium              | Six Nations    | 9 mars 2013      | Nul      |
| 6     | Italie            | Saint-Denis, France     | Stade de France            | Six Nations    | 9 février 2014   | Victoire |
| 7     | Nouvelle-Zélande  | Cardiff, Pays de Galles | Millennium Stadium         | Coupe du monde | 17 octobre 2015  | Défaite  |
| 8     | Nouvelle-Zélande  | Saint-Denis, France     | Stade de France            | Test match     | 26 novembre 2016 | Défaite  |
| 9     | Italie            | Rome, Italie            | Stade olympique de Rome    | Six Nations    | 11 mars 2017     | Victoire |
| 10    | Pays de Galles    | Saint-Denis, France     | Stade de France            | Six Nations    | 1er février 2019 | Défaite  |

## Palmarès

### En club
- Stade toulousain
  - Vainqueur du Championnat de France en 2011 et 2012
  - Vainqueur de la Coupe d'Europe en 2010

- Montpellier HR
  - Finaliste du Championnat de France en 2018

### En sélection nationale
- France
  - Finaliste de la Coupe du monde en 2011

#### Tournoi des Six Nations
| Édition          | Rang | Résultats France | Résultats Picamoles | Matchs Picamoles |
| ---------------- | ---- | ---------------- | ------------------- | ---------------- |
| Six Nations 2008 | 3    | 3 v, 0 n, 2 d    | 2 v, 0 n, 1 d       | 3/5              |
| Six Nations 2009 | 3    | 3 v, 0 n, 2 d    | 2 v, 0 n, 2 d       | 4/5              |
| Six Nations 2012 | 4    | 2 v, 1 n, 2 d    | 2 v, 1 n, 2 d       | 5/5              |
| Six Nations 2013 | 6    | 1 v, 1 n, 3 d    | 1 v, 1 n, 3 d       | 5/5              |
| Six Nations 2014 | 4    | 3 v, 0 n, 2 d    | 2 v, 0 n, 2 d       | 4/5              |
| Six Nations 2016 | 5    | 2 v, 0 n, 3 d    | 1 v, 0 n, 0 d       | 1/5              |
| Six Nations 2017 | 3    | 3 v, 0 n, 2 d    | 3 v, 0 n, 2 d       | 5/5              |
| Six Nations 2018 | 4    | 2 v, 0 n, 3 d    | 0 v, 0 n, 1 d       | 1/5              |
| Six Nations 2019 | 4    | 2 v, 0 n, 3 d    | 2 v, 0 n, 3 d       | 5/5              |

Légende : v = victoire ; n = match nul ; d = défaite ; la ligne est en gras quand il y a Grand Chelem.

#### Coupe du monde
| Édition               | Rang               | Résultats France | Résultats L.Picamoles | Matchs L.Picamoles |
| --------------------- | ------------------ | ---------------- | --------------------- | ------------------ |
| Nouvelle-Zélande 2011 | Finaliste          | 4 v, 0 n, 3 d    | 3 v, 0 n, 0 d         | 3/7                |
| Angleterre 2015       | Quart de finaliste | 3 v, 0 n, 2 d    | 2 v, 0 n, 2 d         | 4/5                |
| Japon 2019            | Quart de finaliste | 3 v, 0 n, 1 d    | 2 v, 0 n, 1 d         | 3/4                |

Légende : v = victoire ; n = match nul ; d = défaite.

### Distinctions personnelles
- Membre de l'équipe type du Championnat d'Angleterre en 2017

## Engagement politique
Louis Picamoles s'engage sur la liste « Alliance rurale », menée par Willy Schraen, président de la Fédération nationale des chasseurs, pour les élections européennes de 2024. Il renonce à sa candidature lorsque Jean Lassalle est finalement désigné tête de liste.